# 烏氏
乌氏，是由先秦華夏人群分裂出來的先秦西戎部落一支，在春秋时是西戎八国之一。在今宁夏固原东南胭脂川一带。
秦穆公得由余，西戎八国服于秦，岐、梁山、泾、漆之北有义渠、大荔、乌氏、朐衍之戎。乌氏，地名，因水而名，为乌氏之戎所居。乌氏之戎在先秦时活动于甘肃东部地区。春秋时活动于今甘肃泾川、宁夏固原至甘肃靖远一带，王城在今宁夏固原东，秦惠文王征伐乌氏，平定之，以乌氏所在地置乌氏县。一说乌氏即《穆天子传》中赤乌氏之后裔。汉以其地置安定县。秦国有大畜牧主和商人乌氏倮。

## 現代考證
台灣學者姚大中認為，被稱為西戎的部族在漢朝之後被改稱西羌，即羌族的前身。中華人民共和國學者黃烈，主張所有西戎族群皆為羌族。翦伯贊認為犬戎與其他西戎八國等皆出自羌族。